# اضطراب النوم الناتج عن العمل بنظام الورديات
يُعرف اضطراب النوم الناتج عن العمل بنظام الورديات (SWSD) بأنه اضطراب في إيقاع النوم اليومي، يتميز بالأرق والشعور بالنعاس المفرط، وهو يصيب الناس الذين تتداخل لديهم ساعات العمل مع وقت النوم المعتاد. يمكن أن يتمثل الأرق بصعوبة النوم أو بالاستيقاظ قبل أن يحصل الفرد على كفايته من النوم.  حيث يظهر النعاس المفرط عند حاجة الفرد إلى أن يكون منتجاً ومستيقظاَ ونشيطاً. يُعتبر هذين العرضين سائدين في اضطراب النوم المرافق للعمل بنظام الورديات (SWSD).
هناك عدد هائل من جداول المواعيد عند العمل بنظام الورديات، فقد تكون إما دائمة أو متقطعة أو متناوبة، وبالتالي فإن مظاهر اضطراب النوم (SWSD) متغيرة للغاية. حيث من الممكن ملاحظة هذه الأعراض عند معظم الأشخاص الذين يمتلكون جداول مواعيد مختلفة عن الجداول العادية والتي غالباً هي (من الساعة 8 صباحاً وحتى 6 مساءً)، مع فارق أن اضطراب النوم (SWSD) عندهم يكون مستمراً وطويل الأمد وقد يبدأ بالتدخل في حياة الفرد، الاجتماعية منها والمهنية. 

## المخاطر الصحية المرتبطة بهذا الاضطراب
أُجريت العديد من الدراسات التي تشير إلى المخاطر الصحية المرتبطة بنظام الورديات في العمل. على سبيل المثال، أظهرت دراسة كانت قد أجريت في عام 2007 بقيادة الوكالة الدولية لبحوث السرطان (IARC) أن نظام الورديات ذو صلة بمرض السرطان. في الوقت الذي كشفت به دراسات أخرى عن تعرض عمال الفترة الليلية لزيادة الإصابات بأمراض القلب واضطرابات الجهاز الهضمي وعدم انتظام الدورة الشهرية لدى النساء.  حيث أثبت مايكل لي وآخرون معه أن الذين يعملون في فترات الليل يكونون معرضين بشكل كبير لحوادث القيادة عند مقارنتهم بغيرهم ممن يعملون خلال الفترات المعتادة للعمل. ونظراً لعدم إجراء تشخيص رسمي لاضطراب النوم (SWSD)، سيظل من غير الواضح ما إذا كانت المخاطر الواردة في الدراسة تنطبق على مجموعة فرعية من عمال نظام الورديات الذين يظهر ليهم الاستعداد للإصابة باضطراب النوم (SWSD) أو على جميع العاملين بنظام الورديات.
يمكن لاضطراب النوم (SWSD) أن يزيد من خطر الإصابة بالاضطرابات العقلية كالاكتئاب أو غيره من المشاكل المرتبطة بالمزاج. حيث يضبط النظام اليومي معدل المواد الكيمائية في الجسم، وبالتالي عندما يضعف هذا النظام ستظهر العديد من العواقب المحتملة. وقد تزيد اضطرابات تعاطي الكحول أو المخدرات من عوامل الخطر، مما يؤدي إلى تفاقم الوضع.

### الأداء
يمكن أن تؤثر قلة النوم على الأداء الإدراكي. فعلى سبيل المثال، قد يكون من الصعب الاستمرار بالانتباه والتركيز، كما تتباطأ ردة الفعل لدى الفرد.  بالتالي قد تؤثر كل هذه العوامل على كفاءة العمل وتسبب الحوادث. تعتبر جميع هذه العواقب خطيرة على الفرد وعلى غيره من الناس، حيث تقتضي العديد من الوظائف رعاية الآخرين وحمايتهم. وإضافةً إلى ما سبق، قد يتعارض اضطراب النوم (SWSD) مع اتخاذ القرارات بسرعة والقيادة أو الطيران بطريقة آمنة. 
أوصت الأكاديمية الأمريكية لطب النوم أن يحصل الفرد البالغ على 7 ساعات أو أكثر من النوم يومياً. حيث يقدر عدد الوفيات الناتجة عن الأخطاء الطبية بنحو 100 ألف حالة سنوياً، والتي تساهم فيها اضطرابات النوم أو الحرمان منه بنسبة كبيرة.
يؤكد المؤلفون في نفس المقال، وجود ارتفاع في معدل الحرمان من النوم وظهور أعراض الاضطرابات المرتبطة بالنظام اليومي لدى الممرضات اللاتي يعملن في المراكز الطبية. حيث أفادت إحدى الدراسات التي أجريت على نحو 1100 ممرضة، أن ما يقارب النصف منهن (49%) تحصل على أقل من 7 ساعات من النوم يومياً مقارنةً بالأرقام الوطنية الأخرى، وهنالك 28% من عامة الناس يدعون حصولهم على أقل من 7 ساعات من النوم في الليل. أظهرت هذه العينة أن هنالك 27% من الممرضات يستخدمن الدواء كوسيلة لمساعدتهن على النوم و13% منها يستخدمن دواءً يساعدَهن على البقاء مستيقظات. كما أن هنالك 31% من النساء الخاضعات للدراسة تعانين من الأرق المزمن و4.5% تعانين النعاس المفرط. 

## المسببات
يرتبط كل من الأرق والنعاس خلال اليقظة بعدم التزامن بين الجدول غير المعتاد للنوم والاستيقاظ وبين الميل الداخلي اليومي للنوم واليقظة. إلى جانب اختلال النظام اليومي، يمكن لمحاولات النوم في الأوقات غير المعتادة أن تكون متقطعة بسبب الضوضاء أو الالتزامات الاجتماعية وغيرها من العوامل. وبالتالي لا مفر من الحرمان من النوم بدرجة معينة منها ما هو مرتبط بالتحولات المفاجئة الحاصلة في جدول مواعيد النوم. 
لا يزال انتشار اضطراب النوم (SWSD) أمراً غير واضح، بسبب عدم إجراء التشخيص الرسمي له في كثير من الأحيان، ويُقدر بأنه يؤثر على 5-8% من العاملين خلال فترة الليل وبنظام الورديات.  يوجد العديد من عوامل الخطر، منها العمر. فعلى الرغم من أن اضطراب النوم (SWSD) يمكن أن يظهر خلال أي عمر كان، إلا أن أعلى معدل انتشار له يكون ضمن الفئة التي يبلغ عمرها 50 عاماً أو أكثر، ولدى الفئات التي تمتلك جداول مواعيد غير منتظمة. 
يشكل الجنس عاملاً مهماً أيضاً، حيث يظهر أن العاملات في الفترات الليلية ينمن أقل من زملائهن الذكور. وقد يكون التفسير المحتمل لذلك أنه بإمكان الالتزامات الاجتماعية أن تزيد من قابلية التأثر باضطراب النوم(SWSD) . كما أن عاملات الفترة الليلية هنَّ الأكثر شعوراً بالنعس خلال العمل. 
يتأثر بعض الأشخاص بنظام الورديات في العمل وبالأرق أكثر من غيرهم، وقد تضعف مهارتهم عند أدائهم لبعض المهام، بينما ينجزها آخرون بأداء جيد. كما يفضل بعض الناس الصباح في حين لا يفعل بعضهم الآخر.  ويشكل الاستعداد الوراثي عاملاً أساسياُ في تحديد أي من الناس هم أكثر عرضة لاضطرابات النوم (SWSD).

## الآلية
يتحفز التيقظ في الدماغ عن طريق النظام اليومي خلال النهار، بينما يتحفز النوم أثناء الليل.  وتُحفظ هذه الإيقاعات في النواة فوق التصالبية (SCN)، التي تقع تحت المهاد الأمامي في الدماغ، وتكون متزامنة مع دورة النهار/ الليل. تشكل حلقات التغذية الاسترجاعية للنسخ الجيني في كل خلية من خلايا النواة فوق التصالبية الأساس الجزيئي لحفظ الوقت البيولوجي. كما يعتمد تناوب المراحل اليومية على جدول التعرض للضوء ومدى شدته. حيث يمكن للاختلافات في التعرض للضوء أن تقدم أو تؤخر من هذه الإيقاعات. فعلى سبيل المثال، قد تتأخر الإيقاعات بسبب التعرض للضوء خلال الليل. 
ترسل المستقبلات الضوئية التي توجد في شبكية العين معلومات حول البيئة الضوئية عبر السبيل الشبكي الوطائي إلى النواة فوق التصالبية (SCN). تنظم النواة فوق التصالبة عمل الغدة الصنوبرية التي تفرز هرمون الميلاتونين. الذي تبدأ عادةً بإفرازه قبل ساعتين من النوم وينتهي إفرازه قبل ساعتين من الاستيقاظ. يحدث انخفاض في إطلاق الخلايا العصبية في النواة فوق المتصالبة (SCN) بسبب ارتباط الميلاتونين بمستقبلاته MT1 وMT2. ومن المعتقد أن هذا الانخفاض يعمل على تحفيز النوم. في الوقت الذي يُنتج فيه الأفراد النشيطون في فترة النهار الميلاتونين خلال الليل، فإن إنتاجه لدى عمال نظام الورديات يتوقف ليلاً بسبب تعرضهم للضوء. 

## التشخيص
تتجلى الأعراض الرئيسية لاضطرابات النوم الناتجة عن العمل بنظام الورديات من خلال الأرق والنعاس المفرط المرتبط بالعمل والنوم في غير الأوقات المعتادة. كما يقترن هذا الاضطراب بالنوم خلال ساعات العمل. ويكون إجمالي وقت النوم قصيراً وأقل جودةً لدى أولئك الذين يعملون خلال الليل مقارنةً مع من يعملون في ساعات النهار.
يُعرَّف النعاس على أنه رغبة في الحصول على قيلولة، والغفوة غير المقصودة مع ضعف بالفطنة العقلية والتهيج وانخفاض في الأداء والتعرض للحوادث. وغالباً ما يتم الجمع بين العمل لساعات طويلة وبين نظام الورديات، لذلك قد يشكل التعب عاملاً مضاعفاً للإصابة. وبالتالي تتزامن الأعراض مع فترة العمل بنظام الورديات لتعود إلى وضعها باعتماد جدول النوم والاستيقاظ التقليدي.  ولا تكون الحدود الفاصلة بين «الاستجابة الطبيعية» لشدة العمل خلال نظام الورديات والاضطراب القابل للتشخيص مختلفة بشكل حاد.
هناك معايير في التصنيف الدولي متعلقة باضطراب النوم الناتج عن العمل بنظام الورديات (SWSD) – الإصدار الثالث (ICd-3) وفي التصنيف الدولي للأمراض (ICD-10). حيث يتطلب تشخيص هذا الاضطراب الافتراضات التالية: 
- وجود أرق أو نعاس مفرط أو كليهما، مع قلة في عدد ساعات النوم الكلية، وتكون هذه الأعراض متزامنة مع التداخل بين فترة العمل ووقت النوم المعتاد.
- استمرار هذه الأعراض لمدة 3 أشهر على الأقل مع ارتباطها بجدول العمل بنظام الورديات.
- أن يُثبت سجل النوم ومراقبة دورة الحركة والخمول لأكثر من 14 يوماً (متضمنةً أيام العمل والعطلة) وجود اختلال في النظام اليومي واضطراب النوم.
- أن يرتبط اضطراب النوم بضعف الأداء الاجتماعي والمهني وغيرها من الأعمال التي يمكن إنجازها خلال اليقظة.
- ألا ترتبط هذه الأعراض باضطرابات أخرى متعلقة بالنوم أو باضطرابات نفسية أو عصبية أو عقلية، وألا تكون ناتجة عن استخدام أدوية معينة أو بسبب سوء عادات النوم المتبعة أو اضطرابات تعاطي المخدرات.